# شهدطوطی رگه‌زرد
شهدطوطی رگه‌زرد (نام علمی: Chalcopsitta sintillata) نام یک گونه از سرده برنزی‌طوطی‌ها است.